# Трофимов, Прохор Трофимович
Прохор Трофимович Трофимов (15 февраля 1908 — 24 февраля 1991) — советский военно-политический деятель, чувашский писатель-прозаик, публицист.
Заслуженный работник культуры Чувашской АССР, член Союза журналистов СССР (1966), член Союза писателей СССР (1982), лауреат Премии им. С. Эльгера.
Участник Советско-финской и Великой Отечественной войн, полковник, комиссар.

## Биография

### Происхождение
Родился 15 февраля 1908 года в д. Анаткасы Ядринского уезда Казанской губернии, окончил сельскую школу.
В 1922—1923 годах окончил областную партийную школу II ступени в г. Чебоксары, член Ядринского уездного комитета Коммунистического союза молодёжи, секретарь Чувашсорминского волостного комитета комсомола.
В 1929 году окончил Коммунистический университет трудящихся Востока имени И. В. Сталина в Москве и поступил в аспирантуру Московской академии коммунистического воспитания имени Н. К. Крупской.
В 1929—1930 на партийной работе в Средневолжском крае — завагитпроп РК ВКП(б), в 1930—1931 годы — преподаватель Средневолжской краевой чувашской партийной школы.
С 1932 года в Красной Армии. Во время войны с белофиннами 1934—1940 гг. был на фронте заместителем начальника политотдела 143 стрелковой дивизии. С апреля 1940 года до июня 1941 года — комиссар зенитного артиллерийского полка в городе Баку.

### В годы Великой Отечественной войны
С начала Великой Отечественной войны и до её конца сражался на различных фронтах и завершил её в Берлине.
В 1941 году участвовал в боях в Крыму комиссаром дивизии. В 1942 году в боях под Сталинградом был комиссаром стрелкового полка, заместителем командира полка по политчасти.
Летом 1943 года участвовал в боях под Орлом, осенью участвовал в освобождении правобережья Украины. Летом 1944 года освобождал Белоруссию.
Участвовал в боях Висло-Одерской операции и в боях по окружению и взятия Берлина.
 Из наградного листа на Трофимова П. Т., майора, заместителя командира по политической части 384-го стрелкового полка 157-й стрелковой дивизии:

 Тов. Трофимов в боях на подступах к Сталинграду и по уничтожению окруженной группировки немецко-фашистских захватчиков проявил себя как один из стойких сынов нашей большевистской партии и социалистической родины.
Тов. Трофимов в бою по уничтожению Ельшанского узла сопротивления проявил себя мужественным, бесстрашным и храбрым. В боях за Ельшанку тов. Трофимов непосредственно в передовых рядах своим героизмом и отвагой увлекал бойцов и командиров на выполнение боевой задачи. В результате этих боев населенный пункт Ельшанка был очищен от противника, причем было захвачено несколько сот пленных.
Начальник политотдела дивизии майор Новиков.

Приказом командующего 64-й армией № 172/н от 19 марта 1943 г. Трофимов П. Т. награждён орденом Красной Звезды.
 Имел два легких ранения.

### После войны
После окончания войны был начальником политотдела бронетанковой и зенитно-артиллерийской бригад.
В 1951 году окончил Высшие военно-политические курсы в Москве, с 1951 по 1963 год — председатель Республиканского комитета ДОСААФ Чувашской АССР.
С 1963 года активно занимался литературной деятельностью, публицистикой, в 1966 году был принят в Союз журналистов СССР, в 1976 году ему присуждена республиканская журналистская премия имени Семёна Эльгера, с 1982 года член Союза писателей СССР.
Принимал активное участие в общественно-политической жизни. Являлся членом Чувашского обкома КПСС, членом Всесоюзного совета ветеранов войны. На протяжении 20 лет на общественных началах работал пропагандистом музея В. И. Ленина.

## Творчество
Первые произведения опубликованы в 1960 г. Почти всегда героями его произведений были защитники Сталинграда; в реалистично-документальном стиле, опираясь на фактический материал и включая в текст автобиографические элементы, повествует о героических защите волжской твердыни.
Автор семи книг: «Фронтовые товарищи» (Фронтри юлташсем, 1960), «Ухабистые дороги» (Тумхахлă çулсем, 1967), «От Волги до Берлина» (Атăл хĕрринчен Берлина çити, 1965), «На огненной черте» (на русском языке, 1985), «Пламя Сталинграда» (Сталинград çулăмĕ, первая книга — 1972, вторая книга — 1976), «Сталинградцы» (на русском языке, 1980, 1988).

## Награды
- три ордена Красного Знамени,
- два ордена Отечественной войны I степени,
- три ордена Красной Звезды,
- орден «Знак почета»[источник не указан 2864 дня]
- пятнадцатью медалями:
  - Медаль «За боевые заслуги» (1945)
  - Медаль «За оборону Сталинграда» (1943)
  - Медаль «За освобождение Варшавы» (1945)
  - Медаль «За взятие Берлина» (1945)
  - Медаль «За победу над Германией в Великой Отечественной войне 1941—1945 гг.» (1945)
  - Медаль «Ветеран труда»
  - Медаль «Ветеран Вооружённых Сил СССР»
  - Медаль «В ознаменование 100-летия со дня рождения Владимира Ильича Ленина»

- Заслуженный работник культуры РСФСР[источник не указан 2864 дня]
- Заслуженный работник культуры Чувашской АССР (1978)[2].
- Почетная грамота Президиума Верховного Совета РСФСР[3],
- четыре Почетные грамоты Президиума Верховного Совета Чувашской АССР.
- Лауреат премии им. С. В. Эльгера Союза журналистов Чувашской АССР (1976).

## Прочее
Портрет П. Т. Трофимова работы Н. В. Овчинникова 1975 года находится в Чувашском государственном художественном музее.
Документы из личного архива П. Т. Трофимова (рукописи произведений, книги, рабочие записи, лекции, доклады, фотодокументы, письма-воспоминания фронтовых друзей и мн. др.) хранятся государственное хранение в РГУ «Государственный архив современной истории Чувашской Республики».